# Расейняй
Расейняй, також відоме як Росейни (лит. Raseiniai) — місто в центральній частині Литви, адміністративний центр Расейняйського району в Каунаському повіті.

## Назва
Найімовірніше, що топонім Расейняй пов'язаний з назвою потоку Расейка, що протікає через місто Расейняй. Більш архаїчний варіант цього гідроніма, використовуваний місцевим населенням — Расупіс. Хоча це гіпотетична версія, вона вважається найбільш ймовірною.

## Географія

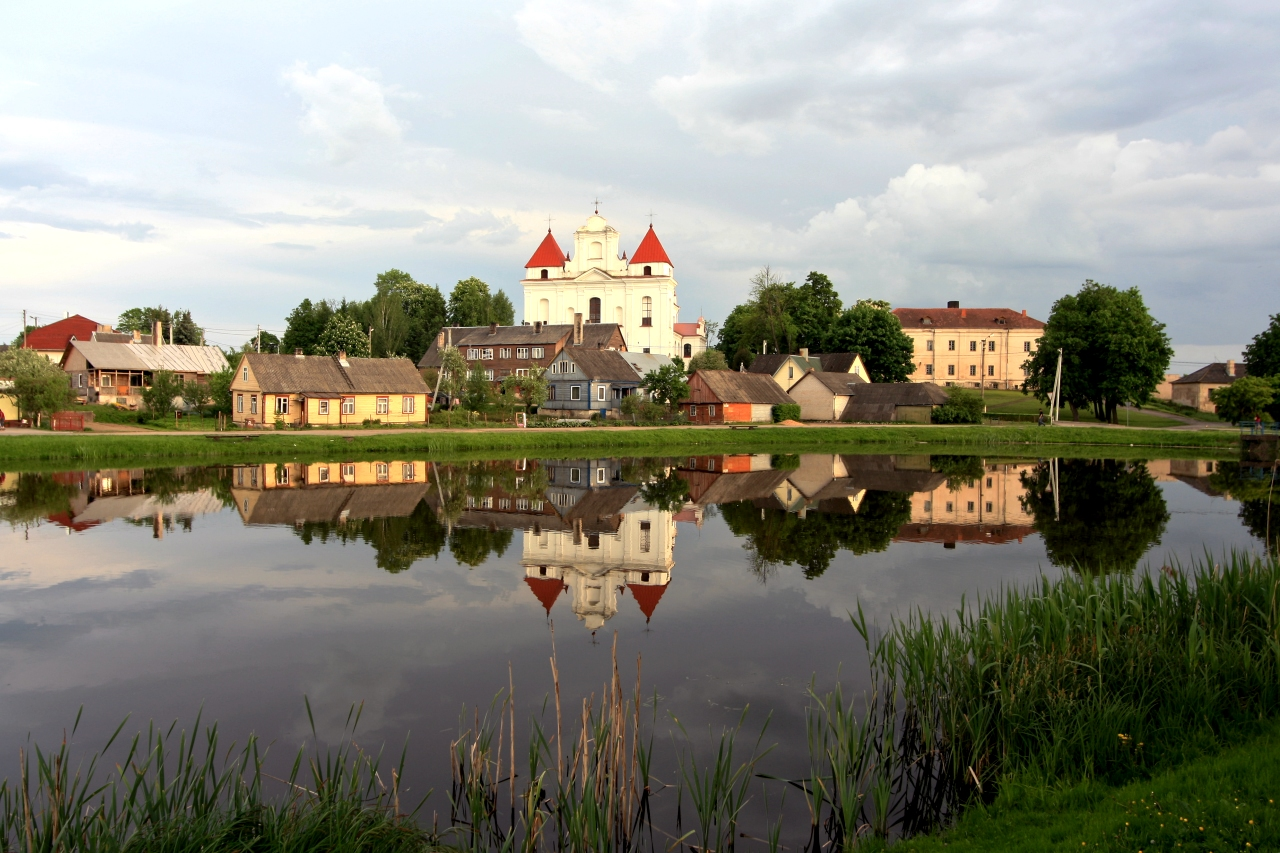
Ставок Расейняй

Місто на середньому заході Литви за 76 км на північний захід від Каунаса, у південно-східному передгір'ї Жемайтської височини, при Жемайтському шосе. В місті є 3 ставки, протікає потік Расейка.

## Історія

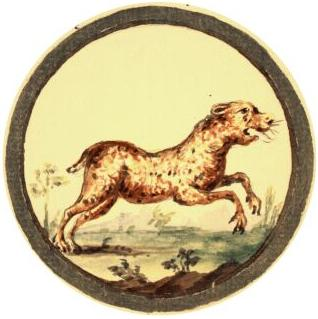
Герб Расейняй 1792 рік

Расейняй є однією з найдавніших громад Литви – назва поселення вперше згадується в 1253 році. Назва згадується в літописах 13-14 століть під різними назвами, в тому числі «Рушіген», «Россієн», «Рассейне». 1253 року великий князь Міндовг поступився однією частиною території Жемайтії, включаючи частину району навколо Расейняй, Лівонському ордену, а решту першому єпископу Литви Крістіану. 
У XIV–XVIII століттях Расейняй був одним із найважливіших міст Жемайтії.
Наприкінці XIV століття місто стало важливим центром, представник міста разом з іншими жителями регіону брав участь у підписанні Кенігсберзького мирного договору 1390 року. Наприкінці XV століття Расейняй отримав магдебурзьке право.
У Речі Посполитій місто набуло важливого значення в регіоні. 1580 року тут зібралася місцева аристократія, щоб обрати своїх представників на загальний сейм (парламент) у Варшаві. З 1585 року Расейняй був постійним місцем розташування повітового парламенту. У 1792 році місту було поновлено магдебурзьке право.

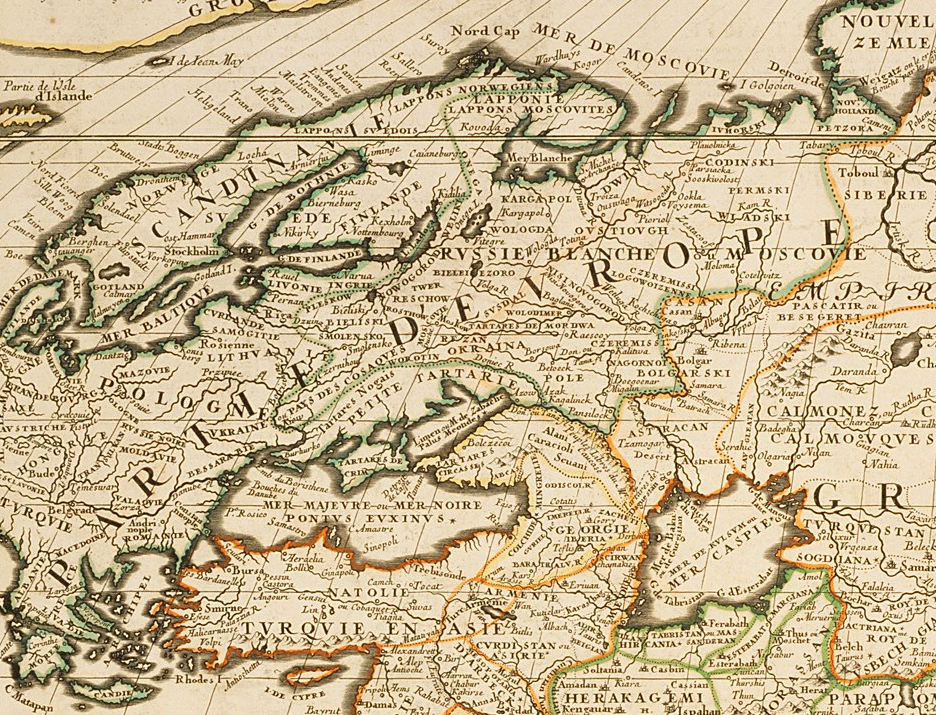
На карті зображено лише одне місто сучасної Литви – Расейняй

Після третього поділу Речі Посполитої в 1795 році Расейняй був анексований Російською імперією, а його права міста були анульовані. За часів Російської імперії місто було центром Російського повіту.
Історично основними предметами торгівлі були ліс і зерно на експорт. Через своє географічне положення та віддаленість від залізниці та головних магістралей воно стало економічно ізольованим. Пожежа 1865 року, яка майже знищила місто, також сприяла занепаду міста в другій половині 19 століття.
У 1831 році Расейняй почалося повстання проти царського гніту. 26 березня повстанці зайняли місто і сформували тимчасовий повітовий уряд. За кілька днів повстання поширилося по всій країні – і пізніше було відоме як повстання 1831 року.
Протягом значної частини XIX століття більшу частину населення міста становили євреї. У 1842 році в місті проживало 7455 жителів, більшість з яких були євреями. У 1866 році в місті проживало 10579 жителів, з них 8290 євреїв. У 1926 році в Расейняй проживало 2226 євреїв, а в 1939 році — близько 2000 (40% загального населення).
У Першу світову війну місто було окуповане німецькою армією.

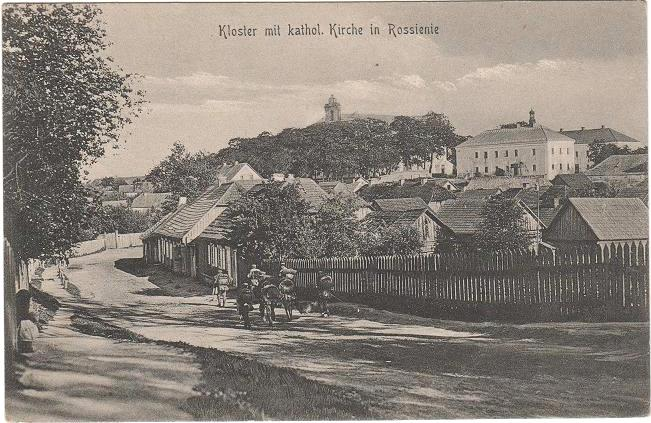
Расейняй, 1916 рік

Туристи незмінно зупиняються біля Жемайтської статуї на центральній площі міста. Скульптура є символом етнографічної зони Жемайтії – силача, який рішуче крокує вперед після приборкання ведмедя (алюзія на повстання 1831 року). З боків основи розміщено три барельєфи, що зображують боротьбу з царським гнітом. Скульптура, яка є роботою Вінцаса Грібаса, була встановлена в Расейняй у 1933–1934 роках.

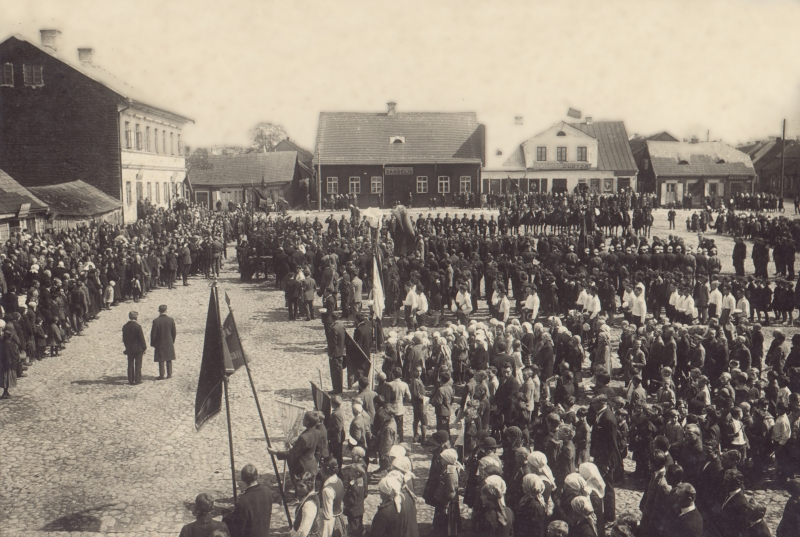
Святкування Дня Незалежності в Расейняй, 1928 рік

Під час Другої світової війни Расейняй був практично зруйнований, було знищено близько 90% будівель. 7 жовтня 1944 року місто окупувала радянська армія.
1953 року лютеранська церква Расейняй була зруйнована радянською владою.
6 жовтня 2012 року парк у центрі міста після реконструкції отримав назву Майроніс. У парку було відкрито пам'ятник Майронісу.
2016 року побудовано нову автостанцію Расейняй.
22 квітня 2022 року делегація з литовського міста Расейняй відвідала місто-партнер Володимир. Під час зустрічі міського голови Ігоря Пальонки із заступницею директора адміністрації міста Расейняй Ірмою Юкнявічене було домовлено про майбутню співпрацю, зокрема у сферах медицини, освіти та туризму. Також домовились про літній відпочинок володимирських дітей у Литві. З 13 по 17 червня 2022 року Расейняї побували перші п’ятеро дітей віком від 7 до 10 років, а з 26 червня по 1 липня – ще п’ятеро віком від 11 до 13 років.

## Населення
| Рік  | Чисельність | Чисельність |
| ---- | ----------- | ----------- |
| 2001 | 12 575      | [ 5 ]       |
| 2002 | 12 488      | [ 5 ]       |
| 2003 | 12 396      | [ 5 ]       |
| 2004 | 12 291      | [ 5 ]       |
| 2005 | 12 176      | [ 5 ]       |
| 2006 | 12 090      | [ 5 ]       |

| Рік  | Чисельність | Чисельність |
| ---- | ----------- | ----------- |
| 2007 | 12 055      | [ 5 ]       |
| 2008 | 11 928      | [ 5 ]       |
| 2009 | 11 783      | [ 5 ]       |
| 2010 | 11 584      | [ 5 ]       |
| 2011 | 11 201      | [ 5 ]       |
| 2012 | 11 115      | [ 5 ]       |

| Рік  | Чисельність | Чисельність |
| ---- | ----------- | ----------- |
| 2013 | 11 033      | [ 5 ]       |
| 2014 | 10 890      | [ 5 ]       |
| 2015 | 10 831      | [ 5 ]       |
| 2016 | 10 637      | [ 5 ]       |
| 2017 | 10 249      | [ 6 ]       |
| 2018 | 9932        | [ 7 ]       |

| Рік  | Чисельність | Чисельність |
| ---- | ----------- | ----------- |
| 2019 | 9773        | [ 5 ]       |
| 2020 | 9700        | [ 5 ]       |
| 2021 | 9865        | [ 5 ]       |
| 2022 | 9636        | [ 5 ]       |
| 2023 | 9763        | [ 5 ]       |

| Рік  | Чисельність | Чисельність |
| ---- | ----------- | ----------- |
| 2001 | 12 575      | [ 5 ]       |
| 2002 | 12 488      | [ 5 ]       |
| 2003 | 12 396      | [ 5 ]       |
| 2004 | 12 291      | [ 5 ]       |
| 2005 | 12 176      | [ 5 ]       |
| 2006 | 12 090      | [ 5 ]       |

| Рік  | Чисельність | Чисельність |
| ---- | ----------- | ----------- |
| 2007 | 12 055      | [ 5 ]       |
| 2008 | 11 928      | [ 5 ]       |
| 2009 | 11 783      | [ 5 ]       |
| 2010 | 11 584      | [ 5 ]       |
| 2011 | 11 201      | [ 5 ]       |
| 2012 | 11 115      | [ 5 ]       |

| Рік  | Чисельність | Чисельність |
| ---- | ----------- | ----------- |
| 2013 | 11 033      | [ 5 ]       |
| 2014 | 10 890      | [ 5 ]       |
| 2015 | 10 831      | [ 5 ]       |
| 2016 | 10 637      | [ 5 ]       |
| 2017 | 10 249      | [ 6 ]       |
| 2018 | 9932        | [ 7 ]       |

| Рік  | Чисельність | Чисельність |
| ---- | ----------- | ----------- |
| 2019 | 9773        | [ 5 ]       |
| 2020 | 9700        | [ 5 ]       |
| 2021 | 9865        | [ 5 ]       |
| 2022 | 9636        | [ 5 ]       |
| 2023 | 9763        | [ 5 ]       |

| Кількість жителів | 40.656 жителями |
| Густота населення | 25,8 /км²       |

## Спорт
Місто мало дві команди ФК «Данспін» та ФК «Шатрія» Расейняй (1991-1999).

## Відомі люди
- Йонас Жямайтіс-Вітаутас (15 березня 1909, Паланга — 26 листопада 1954) — литовський державний та військовий діяч, бригадний генерал.
- Майроніс (2 листопада 1862 — 28 червня 1932) — литовський поет, драматург, лібретист, публіцист, критик, педагог, теолог, діяч литовського національного відродження, видатний представник литовського романтизму.
- Діонізас Пошка (1764 — 12 травня 1830) — литовський поет, етнограф, лексикограф, колекціонер.
- Естрович Віктор Абрамович (1881 — 1941) — видатний український архітектор, що працював у Харкові з 1912 року.
- Александр Сакс (1 серпня 1893 — 23 червня 1973) — американський економіст і банкір.
- Еймунтас Някрошюс (21 листопада 1952 — 20 листопада 2018) — литовський театральний режисер.

## Міста-побратими

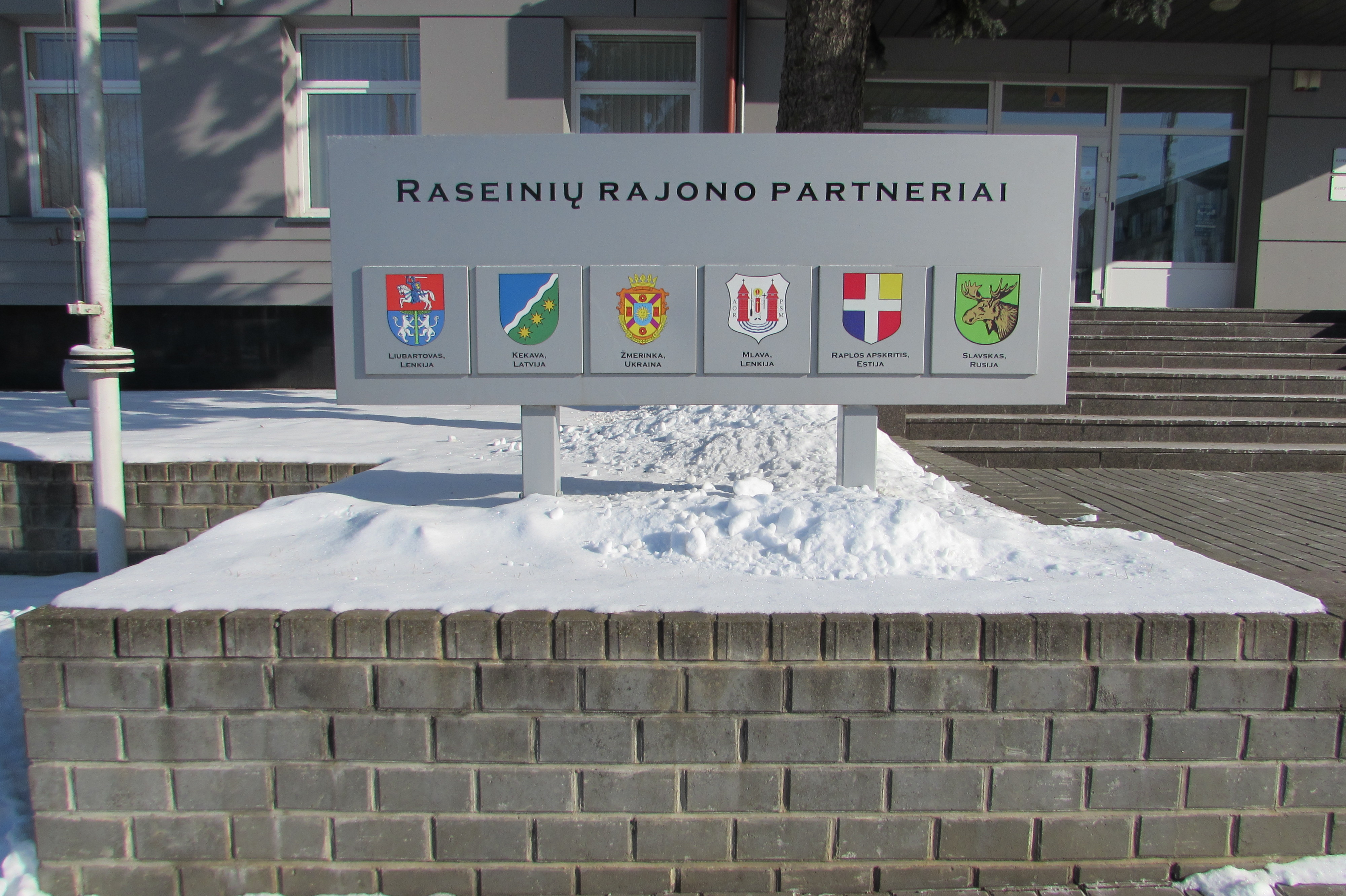
Дошка з назвами міст-побратимів

Расейняй має 7 міст-побратимів:
- Млава, Польща
- Любартів, Польща
- Володимир, Україна
- Жмеринка, Україна
- Орен, Португалія
- Рапла, Естонія
- Славськ,  Росія

## Галерея

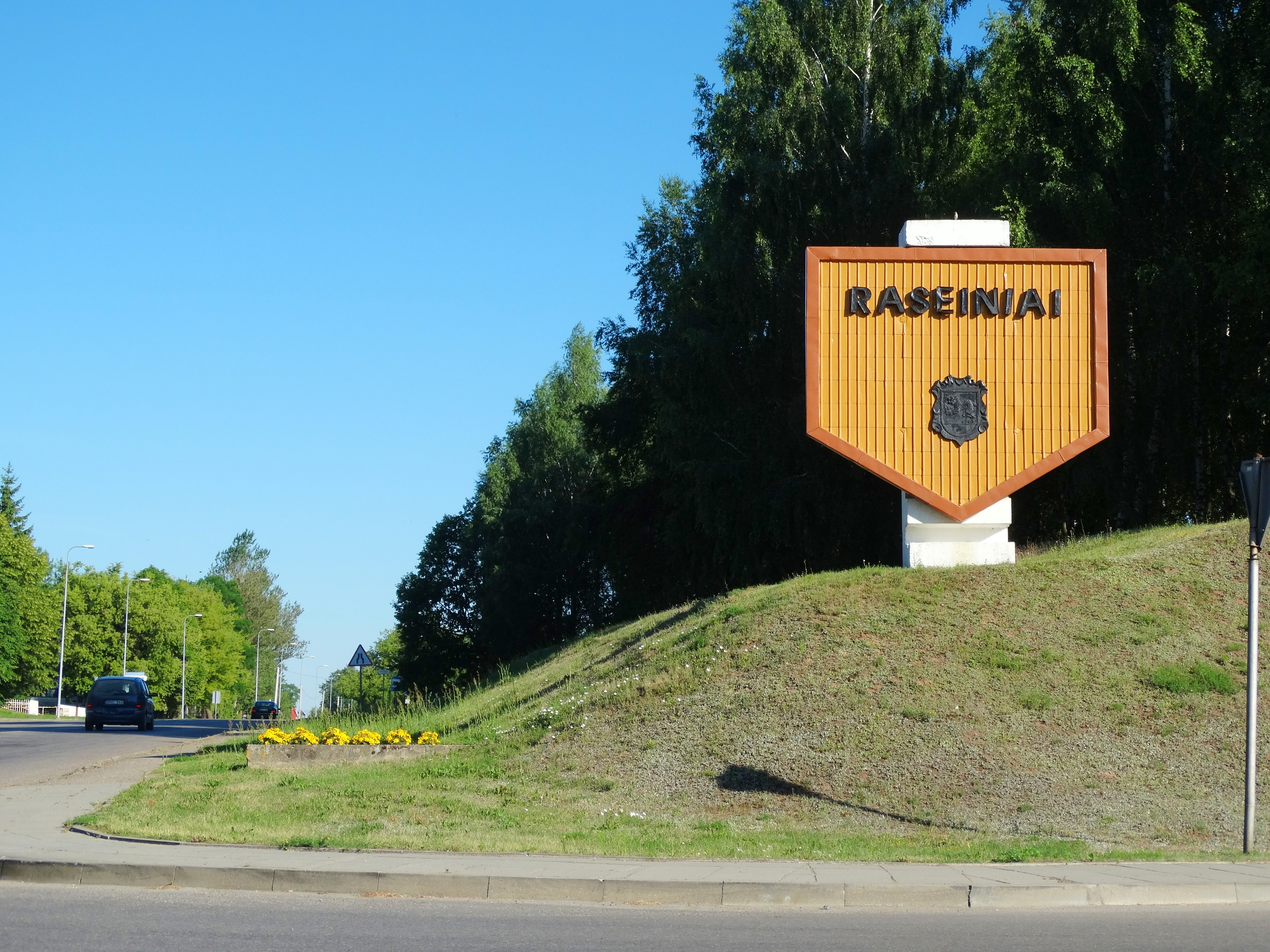
Стела
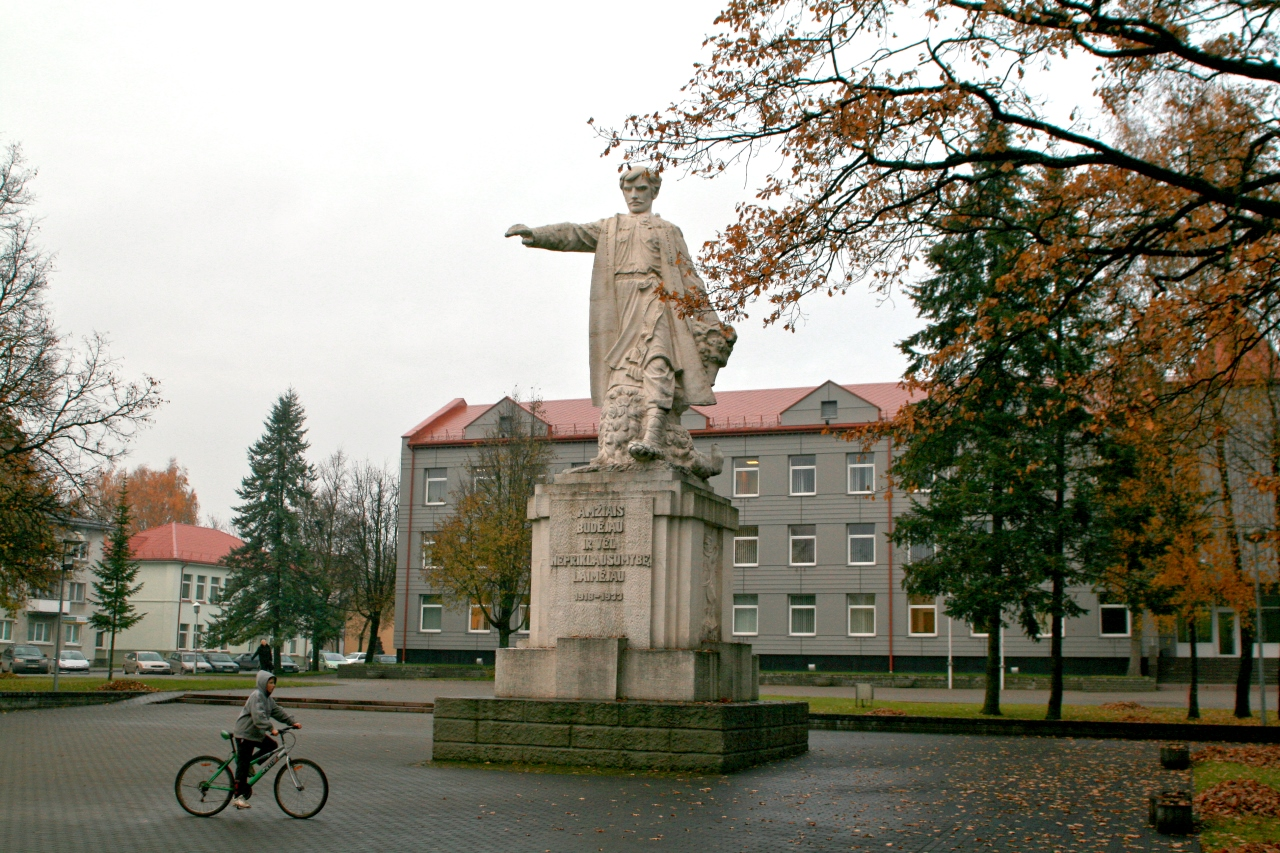
Пам'ятник
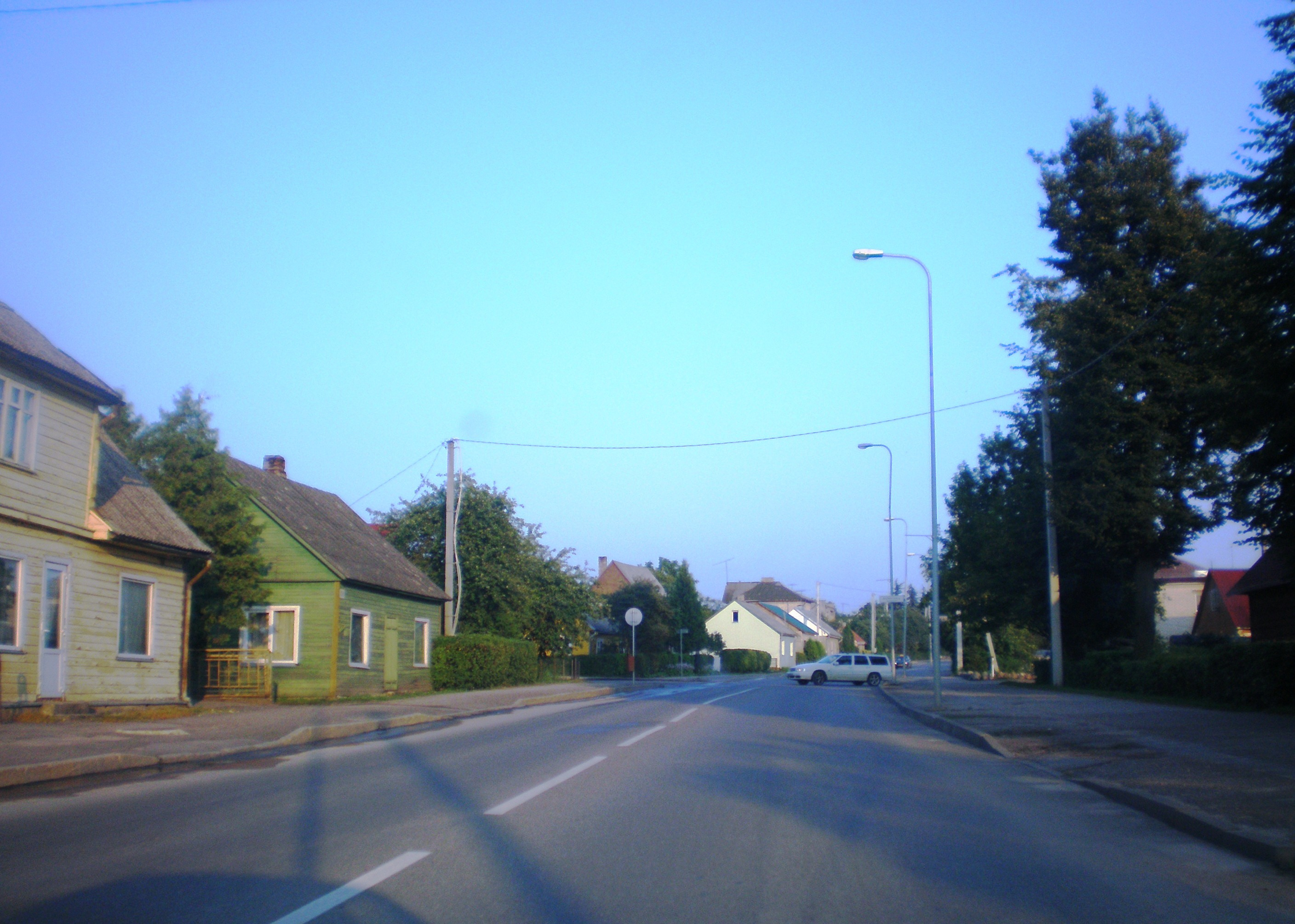
Вулиця
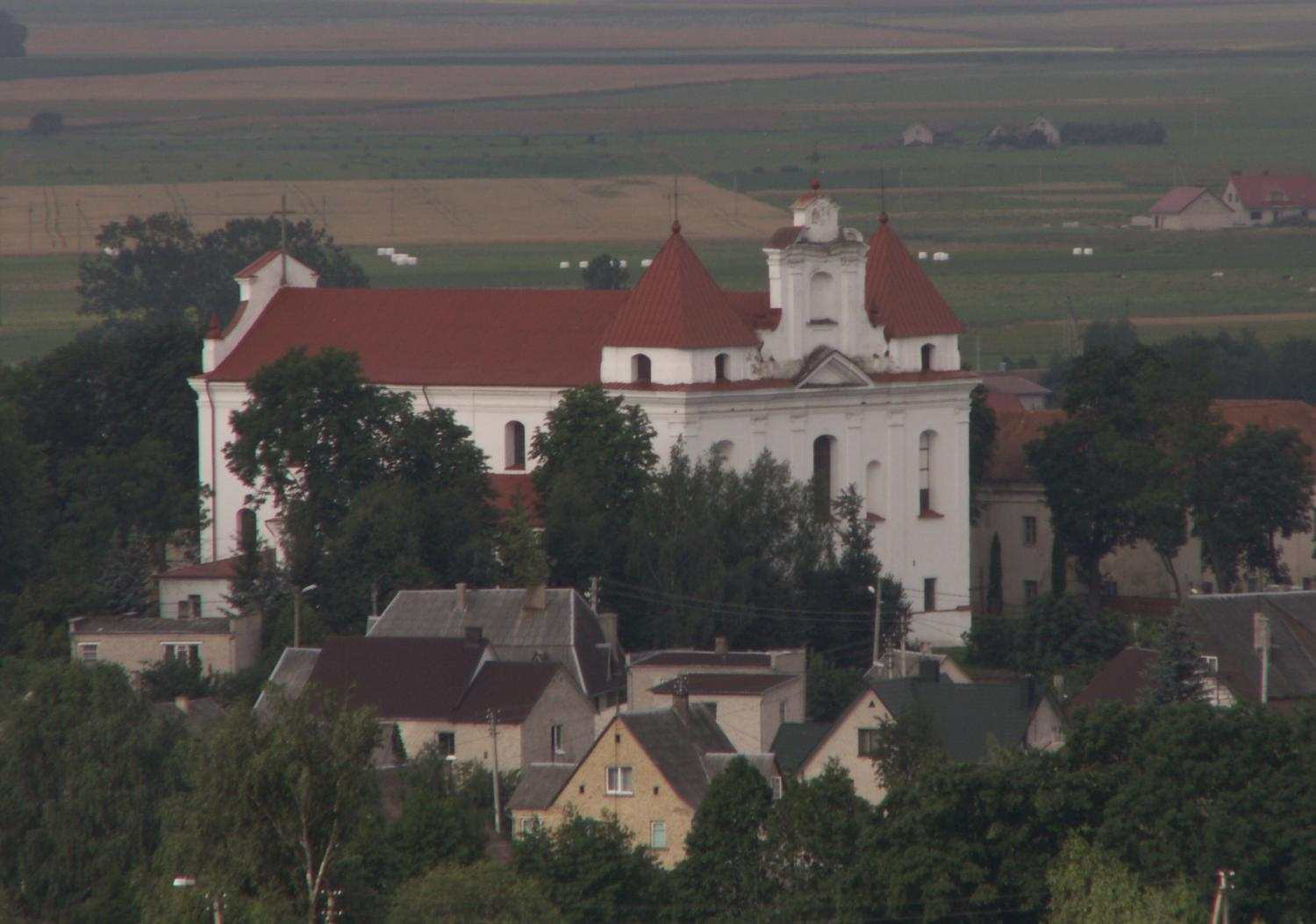
Костел
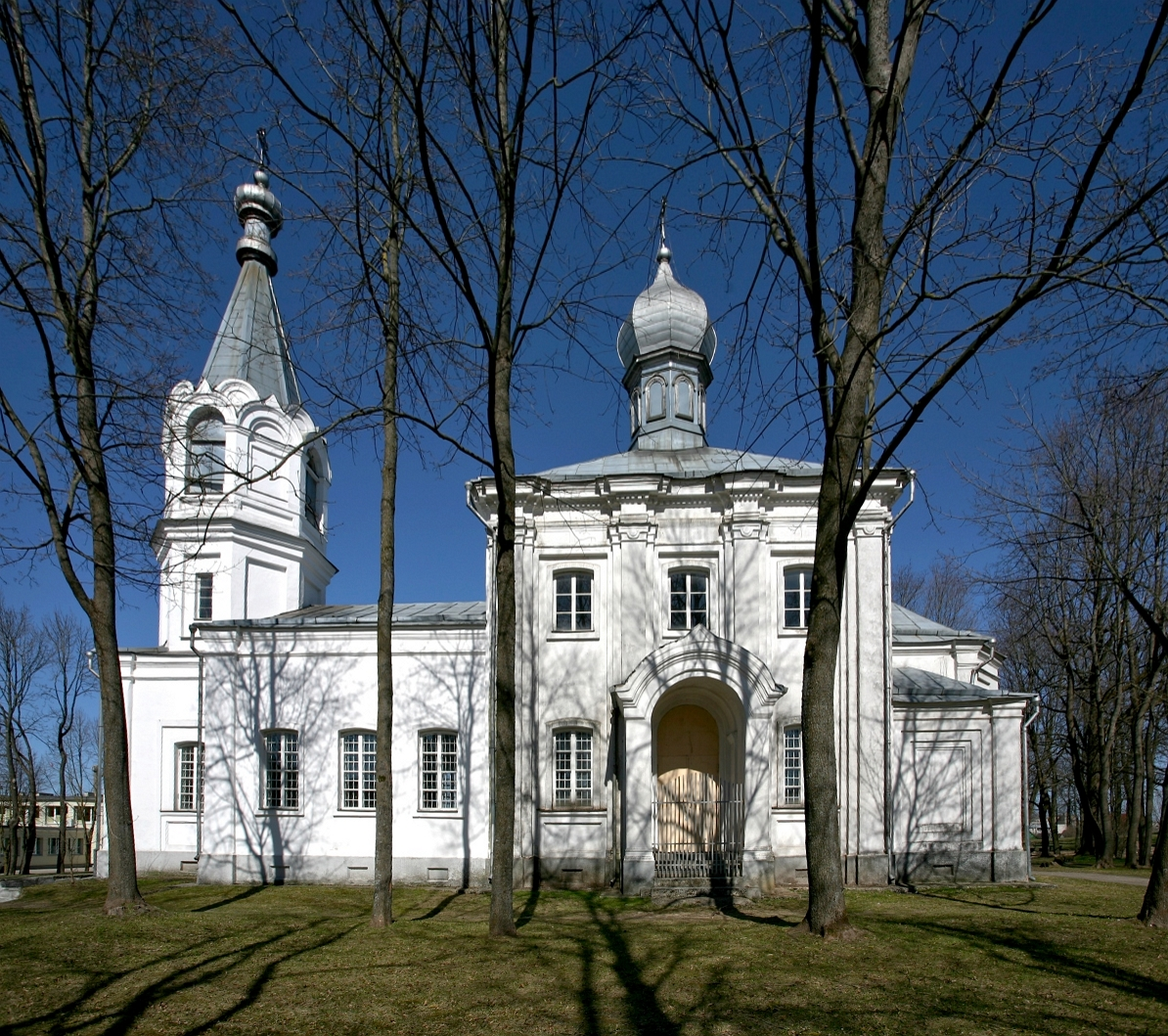
Церква
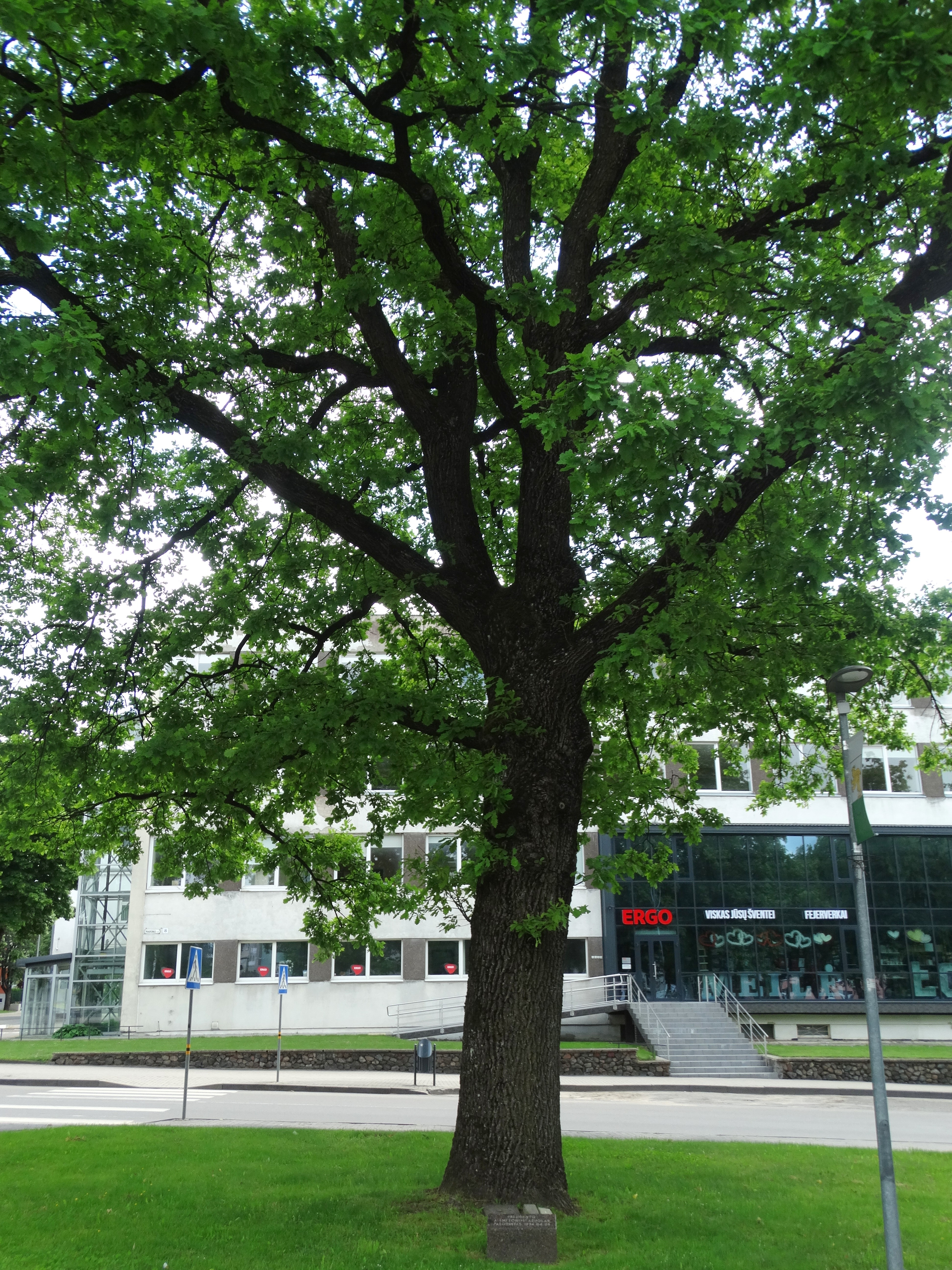
Дуб, посаджений президентом